# Lygropia hyalostictalis
Lygropia hyalostictalis là một loài bướm đêm trong họ Crambidae.